# Leo Monosson
Ne doit pas être confondu avec Léon Monosson.
Leo Monosson, né le 7 décembre 1897 à Moscou en Russie et mort le 22 avril 1967 en Jamaïque est un chanteur ténor, qui a connu la gloire en Allemagne dans les années 1928-1933. Il parlait onze langues et produit plus de 1 400 chansons, l'une de ses plus connues étant Liebling, mein Herz lässt dich grüßen. Il a également été acteur, apparaissant dans des films comme la comédie musicale Le Chemin du paradis. 

## Biographie
En 1918, il s'enfuit à Varsovie, Paris et Vienne, où il vécut à partir de 1923. Il avait étudié la musique et commença une carrière de chanteur. En 1932, il se maria en secondes noces avec la photographe Stephanie Arnsdorff. Il eut deux enfants de sa première femme Florantine (Frank) .
Il fut connu sous divers pseudonymes, comme Léon Monosson, Leo Moll, Leo Frey, Leo Moon, Leo Frank, Leo Minor, Leo Emm et Fred Mossner.
En tant que Juif, Monosson n'obtint, après la saisie du NSDAP en 1933, plus d'engagement et donc immigra en France. En 1941, après l'invasion allemande de la France, il partit aux États-Unis. Il vivait à Ardsley, New York, et a travaillé comme marchand de timbres. Après la guerre, il s'est rendu à plusieurs reprises chez sa famille restée en France. Il est mort en 1967 lors d'un voyage en Jamaïque et est enterré au cimetière de Westchester Hills à New York.